# Réserve naturelle de Kulpa
La réserve naturelle de Kulpa  est une réserve naturelle norvégienne qui est située dans le municipalité de Holmestrand, dans le comté de Vestfold.

## Description
La réserve naturelle a été créée en 1988 sur la rive ouest de l'île de Killingholmen.
Elle se compose d'un promontoire et de quelques petits îlots du côté ouest de la réserve naturelle de Killingholmen. Le monument naturel se compose de calcaire et de schiste de la période silurienne et a une grande valeur de recherche.
Le but de la conservation est de protéger un site important pour comprendre les roches fossilifères du rift d'Oslo.